# إثبات الإستراتيجية
في نظرية الألعاب, يقال عن أي لعبة غير متناظرة يكون فيها لدى اللاعبين معلومات خاصة أنها مثبتة الإستراتيجية (أو صادقة) إذا لم يكن هناك حافز لأي لاعب من اللاعبين لكي يكذب بشأن معلوماته الخاصة أو إنكارها من اللاعبين الآخرين.
ومفهوم إثبات الإستراتيجية له تطبيقات في عدة مجالات في نظرية الألعاب والاقتصاد. على سبيل المثال، مخططات الدفع في التسيير (شبكات). فالنظر إلى شبكة ما كرسم بياني حيث لكل حافة (رابط) كلفة إرسال، والتي يعرفها مالك الرابط وحده. فبالنسبة للمالك فإنه يتمنى لو يتم تعويضه مقابل نقل الرسائل.
وبالنسبة لمن يرسل رسالة عبر هذه الشبكة، فيتمنى لو وجد أقل الوسائل كلفة. وهناك طرق فعالة لإنجاز ذلك، حتى في الشبكات الكبيرة. لكن هناك ثمة مشكلة وحيدة: فالتكاليف الخاصة بكل رابط غير معروفة. الحل الساذج لذالك سيكون سؤال جميع ملاك الروابط عن الكلفة، ونستخدم هذه المعلومات لمعرفة أقل الطرق كلفة، ثم ندفع لكل رابط ثمن معرفة الكلفة المعلنة الخاصة به. ومن هذا نتبين أن مخطط الدفع هذا غير مثبت الإستراتيجية، لأنه سيستفيد مالكو بعض الروابط من التربح عن طريق الكذب بخصوص الكلفة الحقيقية. وربما ينتهي الأمر بأن ندفع أكثر بكثير من الكلفة الفعلية.
ويتبين أن الافتراضات المعينة المعطاة بخصوص الشبكة واللاعبين (ملاك الروابط) توجِد مخططات دفع مثبتة الإستراتيجية. وأحد أهم هذه المخططات هو مخطط فيكري-كلارك-غروفز (VCG).
ويعرف مصطلح إثبات الإستراتيجية أيضًا باسم توافق حافز الاسترتيجية السائدة.